# Letiště Mijazaki
Letiště Mijazaki (japonsky 宮崎空港 – Mijazaki kúkó, IATA: KMI, ICAO: RJFM) je letiště u města Mijazaki ve stejnojmenné prefektuře v Japonsku. Od centra města je vzdáleno přibližně čtyři kilometry jihovýchodně, leží přímo na břehu moře.
Letiště založilo za druhé světové války v roce 1943 Japonské císařské námořní letectvo a později v únoru 1945 se stalo jednou ze základen, odkud vzlétaly sebevražedné mise kamikaze. Celkem odlétlo 47 takových letů do bitev typu bitvy o Okinawu.